# Campeonato Mundial de Ciclismo de Montaña de 2009
El XX Campeonato Mundial de Ciclismo de Montaña se celebró en Camberra (Australia) entre el 1 y el 6 de septiembre de 2009, bajo la organización de la Unión Ciclista Internacional (UCI) y la Unión Ciclista de Australia. 
Las competiciones se efectuaron en el monte Stromlo, 10 km al este de la ciudad australiana. Se compitió en 4 disciplinas, las que otorgaron un total de 10 títulos de campeón mundial:
- Descenso (DH) – masculino y femenino
- Campo a través (XC) – masculino, femenino y mixto por relevos
- Campo a través para 4 (4X) – masculino y femenino
- Trials (TRI) – masculino 20″, masculino 26″ y femenino 20″/26″

## Resultados

### Masculino
| Evento                        | Oro                                     | Plata                                | Bronce                           |
| ----------------------------- | --------------------------------------- | ------------------------------------ | -------------------------------- |
| Descenso (06.09)              | Steve Peat Reino Unido 2:30,33          | Greg Minnaar Sudáfrica 2:30,38       | Michael Hannah Australia 2:31,02 |
| Campo a través (05.09)        | Nino Schurter · Suiza · 2:04,39         | Julien Absalon Francia 2:04,42       | Florian Vogel · Suiza · 2:05,37  |
| Campo a través para 4 (04.09) | Jared Graves Australia                  | Romain Saladini Francia              | Jakub Říha · República Checa ·   |
| Trials 20″ (05.09)            | Benito Ros Charral · España · 19,5 pts. | Rafał Kumorowski · Polonia · 33 pts. | Loris Braun · Suiza · 42 pts.    |
| Trials 26″ (06.09)            | Gilles Coustellier Francia 14           | Kenny Belaey · Bélgica · 14          | Vincent Hermance Francia 18      |

### Femenino
| Evento                        | Oro                                | Plata                             | Bronce                                 |
| ----------------------------- | ---------------------------------- | --------------------------------- | -------------------------------------- |
| Descenso (06.09)              | Emmeline Ragot Francia 2:50,05     | Tracy Moseley Reino Unido 2:52,54 | Kathleen Pruitt Estados Unidos 2:54,89 |
| Campo a través (05.09)        | Irina Kalentieva · Rusia · 1:43,20 | Lene Byberg · Noruega · 1:43,33   | Willow Koerber Estados Unidos 1:44,12  |
| Campo a través para 4 (04.09) | Caroline Buchanan Australia        | Jill Kintner Estados Unidos       | Melissa Buhl Estados Unidos            |
| Trials 20″/26″ (04.09)        | Karin Moor · Suiza · 4 pts.        | Julie Pesenti Francia 9 pts.      | Gemma Abant Condal · España · 22 pts.  |

### Mixto
| Evento                             | Oro                                                                                                | Plata                                                                              | Bronce                                                                            |
| ---------------------------------- | -------------------------------------------------------------------------------------------------- | ---------------------------------------------------------------------------------- | --------------------------------------------------------------------------------- |
| Campo a través por relevos (01.09) | Marco Aurelio Fontana · Gerhard Kerschbaumer · Eva Lechner · Cristian Cominelli · Italia · 1:14,02 | Raphaël Gagné · Geoff Kabush · Evan Guthrie · Catharine Pendrel · Canadá · 1:14,08 | Alexis Vuillermoz Cédric Ravanel Hugo Drechou Cécile Rode-Ravanel Francia 1:14,10 |

## Medallero
| Núm. | País            | Oro | Plata | Bronce | Total |
| ---- | --------------- | --- | ----- | ------ | ----- |
| 1    | Francia         | 2   | 3     | 2      | 7     |
| 2    | Suiza           | 2   | 0     | 2      | 4     |
| 3    | Australia       | 2   | 0     | 1      | 3     |
| 4    | Reino Unido     | 1   | 1     | 0      | 2     |
| 5    | España          | 1   | 0     | 1      | 2     |
| 6    | Italia          | 1   | 0     | 0      | 1     |
| 6    | Rusia           | 1   | 0     | 0      | 1     |
| 8    | Estados Unidos  | 0   | 1     | 3      | 4     |
| 9    | Bélgica         | 0   | 1     | 0      | 1     |
| 9    | Canadá          | 0   | 1     | 0      | 1     |
| 9    | Noruega         | 0   | 1     | 0      | 1     |
| 9    | Polonia         | 0   | 1     | 0      | 1     |
| 9    | Sudáfrica       | 0   | 1     | 0      | 1     |
| 14   | República Checa | 0   | 0     | 1      | 1     |
|      | TOTAL           | 10  | 10    | 10     | 30    |